# 約克縣 (維吉尼亞州)
約克縣（英語：York County）是位於維吉尼亞州維吉尼亞半島的一個縣。根據2020年人口普查，人口是70,045。它的縣首府是約克鎮。它位於漢普頓錨地附近。

## 歷史

### 原住民歷史
在疏林时代晚期（公元前1000年到公元后1000年），以狩猎采集为生的北美原住民便长期定居在约克县所在的地区。到了16世纪晚期，今天切萨皮克湾的海岸线地带被在阿岗昆语中被成为特拿科马卡（Tenakomakah），意即人口密度极高的土地。
弗吉尼亚当时最主要的原住民部族是以瓦亨巽那科克（Wahunsunacock）为首领的波瓦坦联盟，麾下有约30个不同部落。其中的奇斯科亚克（Chiskiack）部落在约克河沿岸居住到1630年代左右。

### 歐洲殖民时代
1570年，西班牙耶穌會向弗吉尼亞派出的傳教士在弗吉尼亞半島某處建立了一個據點。當地一名皈依天主教的原住民唐·路易（Don Luis）起初為他們指路，但在1571年2月，路易率領的原住民向西班牙人發動了襲擊，並殺死了幾乎所有傳教士。次年，一支西班牙軍隊來到此處進行報復性軍事行動，並救回了一位倖存的年輕人。在此之後，西班牙人不再有開發弗吉尼亞的打算。
1607年，首批英國殖民者在弗吉尼亞登陸並建立了詹姆斯敦。1619年，弗吉尼亞殖民地首次被劃分成為4個城（Cittie），約克縣在當時分別屬於伊莉莎白城和詹姆斯城。到了1634年，隨著殖民地向北擴展，英國殖民者以英王查理一世之名設立了查爾斯河郡，是為弗吉尼亞立州八郡之一。1643年，當時約克縣內最大的城鎮被命名為約克，以紀念同名的英國西北部城市。同年，查爾斯河郡改名為約克縣，緊鄰的查爾斯河也易名約克河。創州八郡之中，今天只有五個保持了原來的建制，而約克縣就是其中之一。
除約克外，該縣縣治在歷史上有過多個名字，例如約克港、約克鎮、約克堡等。直到1691年，弗吉尼亞議會要求個縣設置一個口岸城市時，該鎮才正式被命名為約克鎮（Yorktown）。約克鎮是當時弗吉尼亞向歐洲出口菸草的重要港口。值得注意的是，雖然貴為縣治，但約克鎮一直沒有獲得城鎮地位，直到今日仍只是一個普查規定居民點。

### 美国独立后
約克縣在美國革命中扮演了重要的角色。1781年，當戰爭接近尾聲時，美法聯軍在約克鎮圍困了康沃里斯將軍率領的北美英軍。英軍向大陸軍投降後，美國獨立戰爭正式宣告終結。
美國內戰期間，約克縣在半島戰役中被北軍佔領。北軍以約克縣和附近的詹姆斯城縣作為跳板進攻邦聯首都里士滿。
第一次世界大戰時，為了鞏固大西洋防線，美國海軍接收了約克縣內一座非建制鎮和附近的區域，並將其改造成貯存彈藥的倉庫。很多失地的地主遷到半島南側的格洛夫（Grove）。
第二次世界大戰期間，美國政府再度接收了縣內的三座鎮。到了1949年，附近的華威縣將10平方公里的土地劃歸約克縣，作為政府徵地的補償。
1975年，縣內的普庫森市獨立設市，這導致約克縣的面積大減40平方公里。儘管如此，約克縣和普庫森市的關係非常融洽。今天，兩個區域仍共享一套法院、治安官和監獄系統。類似地，比鄰約克縣的威廉斯堡市在20世紀經歷了擴張，吞併了不少原屬於約克縣的邊界地區。
自1980年代開始，約克縣從一個農業縣轉變成為在鄰近城市漢普敦和紐波特紐斯的工作人口的住宅區。今日的約克縣和約克鎮是弗吉尼亞南部重要的旅遊資源。約克鎮和附近的威廉斯堡、詹姆斯敦構成了弗吉尼亞歷史三角地帶。作為殖民地公路的北起點，約克鎮保留了大量殖民地時期的建築和風情，頗受遊客的歡迎。

## 交通

### 公路
约克县内最主要的公路是64号州际公路，沿西北-东南方向穿过县域。17号国道从格罗斯特角跨过约克河进入约克县。其他重要的道路有60号国道和199号州道。

### 公共交通
威廉斯堡地区运输局（WATA）的巴士线路在约克县的东北区域内设有站点。约克镇中心还有还一条免费的观光巴士路线。部分汉普顿锚地运输局（HRT）的巴士路线延伸到县域东南的一些社区内。
约克县内没有火车站，最近的美铁站在威廉斯堡和纽波特纽斯。纽波特纽斯/威廉斯堡国际机场部分位于约克县内，是县内唯一的商业机场。此外，里士满国际机场和诺福克国际机场是区域内的重要机场。

## 地理
根據美國人口調查局，縣的總面積為 558 km² (216 mi²) 。 274 km² (106 mi²) 是土地，而285 km² (110 mi²) 是水。水佔總面積的50.98%。

## 鄰縣和城市
- 格洛斯特郡（東北部，橫跨約克河）
- 普庫森市（東南部）
- 漢普頓錨地（南部）
- 詹姆斯市縣（西部）
- 威廉斯堡（西部）